# Eleições presidenciais portuguesas de 2021 no distrito de Évora
| Eleições presidenciais portuguesas de 2021 Distritos: Aveiro \| Beja \| Braga \| Bragança \| Castelo Branco \| Coimbra \| Évora \| Faro \| Guarda \| Leiria \| Lisboa \| Portalegre \| Porto \| Santarém \| Setúbal \| Viana do Castelo \| Vila Real \| Viseu \| Açores \| Madeira \| Estrangeiro |

## Resultados por Concelho
Os resultados nos concelhos do Distrito de Évora foram os seguintes:

### Alandroal
| Candidato               | Candidato               | Votos | %               |
| ----------------------- | ----------------------- | ----- | --------------- |
|                         | Marcelo Rebelo de Sousa | 1 053 | 59,90 / 100,00  |
|                         | André Ventura           | 295   | 16,78 / 100,00  |
|                         | João Ferreira           | 201   | 11,43 / 100,00  |
|                         | Ana Gomes               | 111   | 6,31 / 100,00   |
|                         | Marisa Matias           | 46    | 2,62 / 100,00   |
|                         | Vitorino Silva          | 31    | 1,76 / 100,00   |
|                         | Tiago Mayan Gonçalves   | 21    | 1,19 / 100,00   |
| Votos Inválidos         | Votos Inválidos         | 31    | 1,73 / 100,00   |
| Total                   | Total                   | 1 789 | 100,00 / 100,00 |
| Eleitorado/Participação | Eleitorado/Participação | 4 518 | 39,60 / 100,00  |

| Freguesia                                         | %     | %     | %     | %    | %    | %    | %    | Votantes |
| Freguesia                                         | MRS   | AV    | JF    | AG   | MM   | VS   | TMG  | Votantes |
| ------------------------------------------------- | ----- | ----- | ----- | ---- | ---- | ---- | ---- | -------- |
| Freguesia                                         |       |       |       |      |      |      |      | Votantes |
| Capelins (Santo António)                          | 68,70 | 9,16  | 12,98 | 6,11 | 1,53 | 1,53 | 0    | 135      |
| N.S. da Conceição, São Brás dos Matos e Juromenha | 57,24 | 19,31 | 10,76 | 6,62 | 2,48 | 1,79 | 1,79 | 742      |
| Santiago Maior                                    | 61,38 | 14,90 | 12,18 | 6,41 | 2,72 | 1,60 | 0,80 | 631      |
| Terena (São Pedro)                                | 59,35 | 17,99 | 10,79 | 5,40 | 3,24 | 2,16 | 1,08 | 281      |
| Alandroal                                         | 59,90 | 16,78 | 11,43 | 6,31 | 2,62 | 1,76 | 1,19 | 1 789    |

### Arraiolos
| Candidato               | Candidato               | Votos | %               |
| ----------------------- | ----------------------- | ----- | --------------- |
|                         | Marcelo Rebelo de Sousa | 1 544 | 53,37 / 100,00  |
|                         | João Ferreira           | 553   | 19,12 / 100,00  |
|                         | André Ventura           | 318   | 10,99 / 100,00  |
|                         | Ana Gomes               | 250   | 8,64 / 100,00   |
|                         | Marisa Matias           | 133   | 4,60 / 100,00   |
|                         | Vitorino Silva          | 57    | 1,97 / 100,00   |
|                         | Tiago Mayan Gonçalves   | 38    | 1,31 / 100,00   |
| Votos Inválidos         | Votos Inválidos         | 66    | 2,23 / 100,00   |
| Total                   | Total                   | 2 959 | 100,00 / 100,00 |
| Eleitorado/Participação | Eleitorado/Participação | 5 857 | 50,52 / 100,00  |

| Freguesia                  | %     | %     | %     | %    | %    | %    | %    | Votantes |
| Freguesia                  | MRS   | JF    | AV    | AG   | MM   | VS   | TMG  | Votantes |
| -------------------------- | ----- | ----- | ----- | ---- | ---- | ---- | ---- | -------- |
| Freguesia                  |       |       |       |      |      |      |      | Votantes |
| Arraiolos                  | 52,05 | 22,22 | 8,93  | 9,19 | 4,56 | 1,59 | 1,46 | 1 544    |
| Gafanhoeira e Sabugueiro   | 53,67 | 23,73 | 8,19  | 5,65 | 3,95 | 3,67 | 1,13 | 361      |
| Igrejinha                  | 52,19 | 12,34 | 16,20 | 9,77 | 5,66 | 2,83 | 1,03 | 394      |
| São Gregório e Santa Justa | 55,07 | 18,36 | 11,59 | 8,70 | 3,38 | 1,93 | 0,97 | 214      |
| Vimieiro                   | 58,00 | 10,90 | 15,55 | 8,12 | 4,87 | 1,16 | 1,39 | 446      |
| Arraiolos                  | 53,37 | 19,12 | 10,99 | 8,64 | 4,60 | 1,97 | 1,31 | 2 959    |

### Borba
| Candidato               | Candidato               | Votos | %               |
| ----------------------- | ----------------------- | ----- | --------------- |
|                         | Marcelo Rebelo de Sousa | 1 419 | 57,29 / 100,00  |
|                         | André Ventura           | 455   | 18,37 / 100,00  |
|                         | Ana Gomes               | 233   | 9,41 / 100,00   |
|                         | João Ferreira           | 196   | 7,91 / 100,00   |
|                         | Marisa Matias           | 84    | 3,39 / 100,00   |
|                         | Tiago Mayan Gonçalves   | 47    | 1,90 / 100,00   |
|                         | Vitorino Silva          | 43    | 1,74 / 100,00   |
| Votos Inválidos         | Votos Inválidos         | 47    | 1,86 / 100,00   |
| Total                   | Total                   | 2 524 | 100,00 / 100,00 |
| Eleitorado/Participação | Eleitorado/Participação | 5 879 | 42,93 / 100,00  |

| Freguesia              | %     | %     | %     | %    | %    | %    | %    | Votantes |
| Freguesia              | MRS   | AV    | AG    | JF   | MM   | TMG  | VS   | Votantes |
| ---------------------- | ----- | ----- | ----- | ---- | ---- | ---- | ---- | -------- |
| Freguesia              |       |       |       |      |      |      |      | Votantes |
| Borba (Matriz)         | 55,66 | 19,03 | 10,14 | 7,94 | 2,91 | 2,75 | 1,57 | 1 293    |
| Borba (São Bartolomeu) | 58,15 | 16,30 | 11,11 | 9,26 | 1,11 | 2,59 | 1,48 | 274      |
| Orada                  | 61,96 | 16,30 | 6,52  | 8,70 | 4,35 | 0,54 | 1,63 | 189      |
| Rio de Moinhos         | 58,59 | 18,51 | 8,26  | 7,19 | 4,79 | 0,53 | 2,13 | 768      |
| Borba                  | 57,29 | 18,37 | 9,41  | 7,91 | 3,39 | 1,90 | 1,74 | 2 524    |

### Estremoz
| Candidato               | Candidato               | Votos  | %               |
| ----------------------- | ----------------------- | ------ | --------------- |
|                         | Marcelo Rebelo de Sousa | 2 529  | 53,22 / 100,00  |
|                         | André Ventura           | 1 108  | 23,32 / 100,00  |
|                         | Ana Gomes               | 497    | 10,46 / 100,00  |
|                         | João Ferreira           | 320    | 6,73 / 100,00   |
|                         | Marisa Matias           | 139    | 2,93 / 100,00   |
|                         | Vitorino Silva          | 87     | 1,83 / 100,00   |
|                         | Tiago Mayan Gonçalves   | 72     | 1,52 / 100,00   |
| Votos Inválidos         | Votos Inválidos         | 85     | 1,76 / 100,00   |
| Total                   | Total                   | 4 837  | 100,00 / 100,00 |
| Eleitorado/Participação | Eleitorado/Participação | 11 363 | 42,57 / 100,00  |

| Freguesia                                          | %     | %     | %     | %     | %    | %    | %    | Votantes |
| Freguesia                                          | MRS   | AV    | AG    | JF    | MM   | VS   | TMG  | Votantes |
| -------------------------------------------------- | ----- | ----- | ----- | ----- | ---- | ---- | ---- | -------- |
| Freguesia                                          |       |       |       |       |      |      |      | Votantes |
| Ameixial (Santa Vitória e São Bento)               | 47,43 | 28,68 | 8,09  | 7,72  | 3,31 | 1,84 | 2,94 | 275      |
| Arcos                                              | 57,18 | 22,31 | 7,18  | 6,92  | 3,33 | 2,56 | 0,51 | 397      |
| Estremoz (Santa Maria e Santo André)               | 49,64 | 24,78 | 12,63 | 6,19  | 3,31 | 1,73 | 1,73 | 2 840    |
| Évora Monte                                        | 67,54 | 10,96 | 10,53 | 5,26  | 1,75 | 2,63 | 1,32 | 232      |
| Glória                                             | 66,32 | 15,26 | 5,79  | 5,79  | 4,74 | 1,58 | 0,53 | 192      |
| São Bento do Cortiço e Santo Estêvão               | 56,60 | 25,28 | 5,66  | 7,17  | 1,51 | 2,64 | 1,13 | 267      |
| São Domingos de Ana Loura                          | 59,17 | 16,17 | 3,33  | 13,33 | 4,17 | 0,83 | 2,50 | 122      |
| São Lourenço de Mamporcão e São Bento de Ana Loura | 54,25 | 25,94 | 4,25  | 13,68 | 0,47 | 0,47 | 0,94 | 213      |
| Veiros                                             | 61,36 | 19,66 | 11,19 | 4,41  | 0,68 | 2,03 | 0,68 | 299      |
| Estremoz                                           | 53,22 | 23,32 | 10,46 | 6,73  | 2,93 | 1,83 | 1,52 | 4 837    |

### Évora
| Candidato               | Candidato               | Votos  | %               |
| ----------------------- | ----------------------- | ------ | --------------- |
|                         | Marcelo Rebelo de Sousa | 11 752 | 54,78 / 100,00  |
|                         | André Ventura           | 3 559  | 16,59 / 100,00  |
|                         | Ana Gomes               | 2 615  | 12,19 / 100,00  |
|                         | João Ferreira           | 1 699  | 7,92 / 100,00   |
|                         | Marisa Matias           | 870    | 4,06 / 100,00   |
|                         | Tiago Mayan Gonçalves   | 588    | 2,74 / 100,00   |
|                         | Vitorino Silva          | 371    | 1,73 / 100,00   |
| Votos Inválidos         | Votos Inválidos         | 393    | 1,80 / 100,00   |
| Total                   | Total                   | 21 847 | 100,00 / 100,00 |
| Eleitorado/Participação | Eleitorado/Participação | 46 918 | 46,56 / 100,00  |

| Freguesia                                   | %     | %     | %     | %     | %    | %    | %    | Votantes |
| Freguesia                                   | MRS   | AV    | AG    | JF    | MM   | TMG  | VS   | Votantes |
| ------------------------------------------- | ----- | ----- | ----- | ----- | ---- | ---- | ---- | -------- |
| Freguesia                                   |       |       |       |       |      |      |      | Votantes |
| Bacelo e Senhora da Saúde                   | 54,38 | 16,75 | 13,05 | 7,21  | 3,89 | 2,93 | 1,79 | 7 319    |
| Canaviais                                   | 56,78 | 17,80 | 9,52  | 7,77  | 3,66 | 2,49 | 1,98 | 1 387    |
| Évora                                       | 50,59 | 18,58 | 13,64 | 8,45  | 4,79 | 2,72 | 1,24 | 2 065    |
| Malagueira e Horta das Figueiras            | 53,80 | 16,81 | 12,98 | 7,20  | 4,37 | 3,08 | 1,76 | 8 421    |
| N.S. da Tourega e N.S. de Guadalupe         | 54,74 | 12,17 | 8,03  | 16,55 | 4,38 | 2,19 | 1,95 | 418      |
| Nossa Senhora da Graça do Divor             | 58,93 | 9,82  | 8,48  | 17,86 | 3,13 | 0,89 | 0,89 | 230      |
| Nossa Senhora de Machede                    | 65,27 | 10,18 | 6,27  | 11,75 | 2,87 | 2,09 | 1,57 | 389      |
| São Sebastião da Giesteira e N.S. da Boa Fé | 62,77 | 12,31 | 5,54  | 13,23 | 5,23 | 0,31 | 0,62 | 329      |
| São Bento do Mato                           | 64,53 | 18,13 | 6,40  | 5,60  | 2,67 | 1,07 | 1,60 | 380      |
| São Manços e São Vicente do Pigeiro         | 62,09 | 16,28 | 8,60  | 8,60  | 1,40 | 1,40 | 1,63 | 436      |
| São Miguel de Machede                       | 58,50 | 10,88 | 9,86  | 12,93 | 2,38 | 1,02 | 4,42 | 300      |
| Torre de Coelheiros                         | 62,35 | 15,29 | 8,24  | 9,41  | 3,53 | 0,59 | 0,59 | 173      |
| Évora                                       | 54,78 | 16,69 | 12,19 | 7,92  | 4,06 | 2,74 | 1,73 | 21 847   |

### Montemor-o-Novo
| Candidato               | Candidato               | Votos  | %               |
| ----------------------- | ----------------------- | ------ | --------------- |
|                         | Marcelo Rebelo de Sousa | 3 434  | 54,14 / 100,00  |
|                         | João Ferreira           | 1 127  | 17,77 / 100,00  |
|                         | André Ventura           | 831    | 13,10 / 100,00  |
|                         | Ana Gomes               | 529    | 8,34 / 100,00   |
|                         | Marisa Matias           | 180    | 2,84 / 100,00   |
|                         | Tiago Mayan Gonçalves   | 121    | 1,91 / 100,00   |
|                         | Vitorino Silva          | 121    | 1,91 / 100,00   |
| Votos Inválidos         | Votos Inválidos         | 133    | 2,05 / 100,00   |
| Total                   | Total                   | 6 476  | 100,00 / 100,00 |
| Eleitorado/Participação | Eleitorado/Participação | 13 907 | 46,57 / 100,00  |

| Freguesia                               | %     | %     | %     | %     | %    | %    | %    | Votantes |
| Freguesia                               | MRS   | JF    | AV    | AG    | MM   | TMG  | VS   | Votantes |
| --------------------------------------- | ----- | ----- | ----- | ----- | ---- | ---- | ---- | -------- |
| Freguesia                               |       |       |       |       |      |      |      | Votantes |
| Cabrela                                 | 55,10 | 13,27 | 19,39 | 5,61  | 3,57 | 1,53 | 1,53 | 198      |
| Ciborro                                 | 66,54 | 9,06  | 6,69  | 12,60 | 1,97 | 1,57 | 1,57 | 261      |
| Cortiçadas de Lavre e Lavre             | 57,17 | 21,98 | 10,94 | 4,91  | 2,45 | 1,32 | 1,32 | 540      |
| Foros de Vale de Figueira               | 60,57 | 16,78 | 8,28  | 7,19  | 2,18 | 2,61 | 2,40 | 472      |
| N.S. da Vila, N.S. do Bispo e Silveiras | 52,35 | 17,54 | 14,24 | 9,01  | 3,00 | 1,87 | 1,99 | 4 360    |
| Santiago do Escoural                    | 54,98 | 22,89 | 7,71  | 6,72  | 3,48 | 2,24 | 1,99 | 408      |
| São Cristóvão                           | 51,52 | 19,05 | 17,75 | 6,49  | 2,60 | 1,30 | 1,30 | 237      |
| Montemor-o-Novo                         | 54,14 | 17,77 | 13,10 | 8,34  | 2,84 | 1,91 | 1,91 | 6 476    |

### Mora
| Candidato               | Candidato               | Votos | %               |
| ----------------------- | ----------------------- | ----- | --------------- |
|                         | Marcelo Rebelo de Sousa | 848   | 54,57 / 100,00  |
|                         | João Ferreira           | 322   | 20,72 / 100,00  |
|                         | André Ventura           | 168   | 10,81 / 100,00  |
|                         | Ana Gomes               | 119   | 7,66 / 100,00   |
|                         | Marisa Matias           | 47    | 3,02 / 100,00   |
|                         | Tiago Mayan Gonçalves   | 28    | 1,80 / 100,00   |
|                         | Vitorino Silva          | 22    | 1,42 / 100,00   |
| Votos Inválidos         | Votos Inválidos         | 25    | 1,58 / 100,00   |
| Total                   | Total                   | 1 579 | 100,00 / 100,00 |
| Eleitorado/Participação | Eleitorado/Participação | 4 018 | 39,30 / 100,00  |

| Freguesia | %     | %     | %     | %    | %    | %    | %    | Votantes |
| Freguesia | MRS   | JF    | AV    | AG   | MM   | TMG  | VS   | Votantes |
| --------- | ----- | ----- | ----- | ---- | ---- | ---- | ---- | -------- |
| Freguesia |       |       |       |      |      |      |      | Votantes |
| Brotas    | 52,76 | 29,45 | 6,75  | 7,36 | 2,45 | 0    | 1,23 | 166      |
| Cabeção   | 49,28 | 23,34 | 12,39 | 8,07 | 4,90 | 0,86 | 1,15 | 353      |
| Mora      | 55,61 | 18,92 | 10,34 | 7,94 | 2,52 | 2,90 | 1,77 | 807      |
| Pavia     | 59,76 | 17,13 | 12,75 | 6,37 | 2,39 | 0,80 | 0,80 | 253      |
| Mora      | 54,57 | 20,72 | 10,81 | 7,66 | 3,02 | 1,80 | 1,42 | 1 579    |

### Mourão
| Candidato               | Candidato               | Votos | %               |
| ----------------------- | ----------------------- | ----- | --------------- |
|                         | Marcelo Rebelo de Sousa | 403   | 40,71 / 100,00  |
|                         | André Ventura           | 333   | 33,64 / 100,00  |
|                         | Ana Gomes               | 166   | 16,77 / 100,00  |
|                         | João Ferreira           | 49    | 4,95 / 100,00   |
|                         | Marisa Matias           | 23    | 2,32 / 100,00   |
|                         | Vitorino Silva          | 12    | 1,21 / 100,00   |
|                         | Tiago Mayan Gonçalves   | 4     | 0,40 / 100,00   |
| Votos Inválidos         | Votos Inválidos         | 18    | 1,78 / 100,00   |
| Total                   | Total                   | 1 008 | 100,00 / 100,00 |
| Eleitorado/Participação | Eleitorado/Participação | 2 162 | 46,62 / 100,00  |

| Freguesia | %     | %     | %     | %    | %    | %    | %    | Votantes |
| Freguesia | MRS   | AV    | AG    | JF   | MM   | VS   | TMG  | Votantes |
| --------- | ----- | ----- | ----- | ---- | ---- | ---- | ---- | -------- |
| Freguesia |       |       |       |      |      |      |      | Votantes |
| Granja    | 48,06 | 24,27 | 13,59 | 8,74 | 3,88 | 1,46 | 0    | 209      |
| Luz       | 55,00 | 30,83 | 12,50 | 1,67 | 0    | 0    | 0    | 124      |
| Mourão    | 35,84 | 37,05 | 18,52 | 4,37 | 2,26 | 1,36 | 0,60 | 675      |
| Mourão    | 40,71 | 33,64 | 16,77 | 4,95 | 2,32 | 1,21 | 0,40 | 1 008    |

### Portel
| Candidato               | Candidato               | Votos | %               |
| ----------------------- | ----------------------- | ----- | --------------- |
|                         | Marcelo Rebelo de Sousa | 1 088 | 53,81 / 100,00  |
|                         | João Ferreira           | 414   | 20,47 / 100,00  |
|                         | André Ventura           | 246   | 12,17 / 100,00  |
|                         | Ana Gomes               | 165   | 8,16 / 100,00   |
|                         | Marisa Matias           | 55    | 2,72 / 100,00   |
|                         | Vitorino Silva          | 35    | 1,73 / 100,00   |
|                         | Tiago Mayan Gonçalves   | 19    | 0,94 / 100,00   |
| Votos Inválidos         | Votos Inválidos         | 42    | 2,03 / 100,00   |
| Total                   | Total                   | 2 064 | 100,00 / 100,00 |
| Eleitorado/Participação | Eleitorado/Participação | 5 093 | 40,53 / 100,00  |

| Freguesia                          | %     | %     | %     | %     | %    | %    | %    | Votantes |
| Freguesia                          | MRS   | JF    | AV    | AG    | MM   | VS   | TMG  | Votantes |
| ---------------------------------- | ----- | ----- | ----- | ----- | ---- | ---- | ---- | -------- |
| Freguesia                          |       |       |       |       |      |      |      | Votantes |
| Amieira e Alqueva                  | 39,93 | 36,40 | 6,71  | 12,01 | 3,18 | 0,71 | 1,06 | 290      |
| Monte do Trigo                     | 60,22 | 20,44 | 10,77 | 2,76  | 3,04 | 1,66 | 1,10 | 366      |
| Portel                             | 50,06 | 19,92 | 13,62 | 10,84 | 2,90 | 1,89 | 0,76 | 815      |
| Santana                            | 65,48 | 11,31 | 14,29 | 2,98  | 1,19 | 2,38 | 2,38 | 169      |
| São Bartolomeu do Outeiro e Oriola | 60,34 | 10,69 | 14,83 | 7,93  | 3,10 | 2,41 | 0,69 | 298      |
| Vera Cruz                          | 59,52 | 23,02 | 10,32 | 5,56  | 0,79 | 0,79 | 0    | 126      |
| Portel                             | 53,81 | 20,47 | 12,17 | 8,16  | 2,72 | 1,73 | 0,94 | 2 064    |

### Redondo
| Candidato               | Candidato               | Votos | %               |
| ----------------------- | ----------------------- | ----- | --------------- |
|                         | Marcelo Rebelo de Sousa | 1 228 | 55,84 / 100,00  |
|                         | André Ventura           | 295   | 14,38 / 100,00  |
|                         | João Ferreira           | 196   | 9,55 / 100,00   |
|                         | Ana Gomes               | 176   | 8,58 / 100,00   |
|                         | Marisa Matias           | 93    | 4,53 / 100,00   |
|                         | Vitorino Silva          | 37    | 1,80 / 100,00   |
|                         | Tiago Mayan Gonçalves   | 27    | 1,32 / 100,00   |
| Votos Inválidos         | Votos Inválidos         | 45    | 2,14 / 100,00   |
| Total                   | Total                   | 2 097 | 100,00 / 100,00 |
| Eleitorado/Participação | Eleitorado/Participação | 5 612 | 37,37 / 100,00  |

| Freguesia | %     | %     | %     | %    | %    | %    | %    | Votantes |
| Freguesia | MRS   | AV    | JF    | AG   | MM   | VS   | TMG  | Votantes |
| --------- | ----- | ----- | ----- | ---- | ---- | ---- | ---- | -------- |
| Freguesia |       |       |       |      |      |      |      | Votantes |
| Montoito  | 56,23 | 19,34 | 14,50 | 6,11 | 1,53 | 1,02 | 1,27 | 407      |
| Redondo   | 60,70 | 13,20 | 8,38  | 9,16 | 5,24 | 1,99 | 1,33 | 1 690    |
| Redondo   | 59,84 | 14,38 | 9,55  | 8,58 | 4,53 | 1,80 | 1,32 | 2 097    |

### Reguengos de Monsaraz
| Candidato               | Candidato               | Votos | %               |
| ----------------------- | ----------------------- | ----- | --------------- |
|                         | Marcelo Rebelo de Sousa | 1 773 | 56,09 / 100,00  |
|                         | André Ventura           | 658   | 20,82 / 100,00  |
|                         | Ana Gomes               | 319   | 10,09 / 100,00  |
|                         | João Ferreira           | 199   | 6,30 / 100,00   |
|                         | Marisa Matias           | 124   | 3,92 / 100,00   |
|                         | Tiago Mayan Gonçalves   | 50    | 1,58 / 100,00   |
|                         | Vitorino Silva          | 38    | 1,20 / 100,00   |
| Votos Inválidos         | Votos Inválidos         | 77    | 2,38 / 100,00   |
| Total                   | Total                   | 3 238 | 100,00 / 100,00 |
| Eleitorado/Participação | Eleitorado/Participação | 8 888 | 36,43 / 100,00  |

| Freguesia             | %     | %     | %     | %    | %    | %    | %    | Votantes |
| Freguesia             | MRS   | AV    | AG    | JF   | MM   | TMG  | VS   | Votantes |
| --------------------- | ----- | ----- | ----- | ---- | ---- | ---- | ---- | -------- |
| Freguesia             |       |       |       |      |      |      |      | Votantes |
| Campo e Campinho      | 61,19 | 18,81 | 4,18  | 8,66 | 4,18 | 1,19 | 1,79 | 339      |
| Corval                | 60,13 | 18,14 | 9,49  | 6,33 | 4,22 | 1,05 | 0,63 | 486      |
| Monsaraz              | 62,27 | 23,31 | 6,13  | 4,60 | 1,23 | 2,15 | 0,31 | 334      |
| Reguengos de Monsaraz | 53,31 | 21,37 | 11,85 | 6,17 | 4,24 | 1,78 | 1,28 | 2 079    |
| Reguengos de Monsaraz | 56,09 | 20,82 | 10,09 | 6,30 | 3,92 | 1,58 | 1,20 | 3 238    |

### Vendas Novas
| Candidato               | Candidato               | Votos | %               |
| ----------------------- | ----------------------- | ----- | --------------- |
|                         | Marcelo Rebelo de Sousa | 2 408 | 56,61 / 100,00  |
|                         | André Ventura           | 628   | 14,76 / 100,00  |
|                         | João Ferreira           | 492   | 11,57 / 100,00  |
|                         | Ana Gomes               | 407   | 9,57 / 100,00   |
|                         | Marisa Matias           | 119   | 2,80 / 100,00   |
|                         | Vitorino Silva          | 110   | 2,59 / 100,00   |
|                         | Tiago Mayan Gonçalves   | 90    | 2,12 / 100,00   |
| Votos Inválidos         | Votos Inválidos         | 82    | 1,90 / 100,00   |
| Total                   | Total                   | 4 336 | 100,00 / 100,00 |
| Eleitorado/Participação | Eleitorado/Participação | 9 985 | 43,43 / 100,00  |

| Freguesia    | %     | %     | %     | %    | %    | %    | %    | Votantes |
| Freguesia    | MRS   | AV    | JF    | AG   | MM   | VS   | TMG  | Votantes |
| ------------ | ----- | ----- | ----- | ---- | ---- | ---- | ---- | -------- |
| Freguesia    |       |       |       |      |      |      |      | Votantes |
| Landeira     | 59,42 | 10,39 | 15,91 | 9,09 | 1,95 | 2,60 | 0,65 | 312      |
| Vendas Novas | 56,39 | 15,10 | 11,23 | 9,60 | 2,86 | 2,58 | 2,23 | 4 024    |
| Vendas Novas | 56,61 | 14,76 | 11,57 | 9,57 | 2,80 | 2,59 | 2,12 | 4 336    |

### Viana do Alentejo
| Candidato               | Candidato               | Votos | %               |
| ----------------------- | ----------------------- | ----- | --------------- |
|                         | Marcelo Rebelo de Sousa | 961   | 50,93 / 100,00  |
|                         | André Ventura           | 295   | 15,63 / 100,00  |
|                         | João Ferreira           | 292   | 15,47 / 100,00  |
|                         | Ana Gomes               | 186   | 9,86 / 100,00   |
|                         | Marisa Matias           | 89    | 4,72 / 100,00   |
|                         | Vitorino Silva          | 41    | 2,17 / 100,00   |
|                         | Tiago Mayan Gonçalves   | 23    | 1,22 / 100,00   |
| Votos Inválidos         | Votos Inválidos         | 35    | 1,82 / 100,00   |
| Total                   | Total                   | 1 922 | 100,00 / 100,00 |
| Eleitorado/Participação | Eleitorado/Participação | 4 647 | 41,36 / 100,00  |

| Freguesia         | %     | %     | %     | %     | %    | %    | %    | Votantes |
| Freguesia         | MRS   | AV    | JF    | AG    | MM   | VS   | TMG  | Votantes |
| ----------------- | ----- | ----- | ----- | ----- | ---- | ---- | ---- | -------- |
| Freguesia         |       |       |       |       |      |      |      | Votantes |
| Aguiar            | 50,12 | 11,76 | 26,82 | 5,18  | 3,53 | 2,12 | 0,47 | 430      |
| Alcáçovas         | 53,14 | 18,67 | 12,75 | 8,80  | 3,23 | 1,26 | 2,15 | 571      |
| Viana do Alentejo | 49,94 | 15,58 | 11,82 | 12,71 | 6,19 | 2,76 | 0,99 | 921      |
| Viana do Alentejo | 50,93 | 15,63 | 15,47 | 9,86  | 4,72 | 2,17 | 1,22 | 1 922    |

### Vila Viçosa
| Candidato               | Candidato               | Votos | %               |
| ----------------------- | ----------------------- | ----- | --------------- |
|                         | Marcelo Rebelo de Sousa | 1 272 | 53,42 / 100,00  |
|                         | André Ventura           | 531   | 22,30 / 100,00  |
|                         | João Ferreira           | 202   | 8,48 / 100,00   |
|                         | Ana Gomes               | 201   | 8,44 / 100,00   |
|                         | Marisa Matias           | 77    | 3,23 / 100,00   |
|                         | Vitorino Silva          | 50    | 2,10 / 100,00   |
|                         | Tiago Mayan Gonçalves   | 48    | 2,02 / 100,00   |
| Votos Inválidos         | Votos Inválidos         | 56    | 2,30 / 100,00   |
| Total                   | Total                   | 2 437 | 100,00 / 100,00 |
| Eleitorado/Participação | Eleitorado/Participação | 6 723 | 36,25 / 100,00  |

| Freguesia                          | %     | %     | %     | %    | %    | %    | %    | Votantes |
| Freguesia                          | MRS   | AV    | JF    | AG   | MM   | VS   | TMG  | Votantes |
| ---------------------------------- | ----- | ----- | ----- | ---- | ---- | ---- | ---- | -------- |
| Freguesia                          |       |       |       |      |      |      |      | Votantes |
| Bencatel                           | 53,74 | 11,03 | 20,64 | 6,76 | 3,91 | 3,20 | 0,71 | 303      |
| Ciladas                            | 54,80 | 25,98 | 7,83  | 3,56 | 3,56 | 2,14 | 2,14 | 283      |
| N.S. da Conceição e São Bartolomeu | 51,40 | 24,24 | 6,96  | 9,89 | 3,24 | 1,95 | 2,32 | 1 667    |
| Pardais                            | 69,06 | 16,57 | 4,42  | 5,52 | 1,66 | 1,66 | 1,10 | 184      |
| Vila Viçosa                        | 53,42 | 22,30 | 8,48  | 8,44 | 3,23 | 2,10 | 2,02 | 2 437    |